# Follistatin
Follistatin ist ein autokrines Glykoprotein. Es kommt bei fast allen höher entwickelten Tieren im ganzen Körper vor, wobei sich die höchsten Konzentrationen in den Ovarien und der Haut finden. Es ist Teil der so genannten Inhibin-Activin-Follistatin-Achse.
Für seine Produktion wird ein einziges Gen verantwortlich gemacht, das ein direktes Zielgen des Wnt/beta-Catenin-Signalwegs während der Embryonalentwicklung ist.
Drei Isoformen von Follistatin sind bekannt: FS-288, FS-315 und FS-300. Die ersten beiden kommen durch alternatives Spleißen, FS-300 durch die posttranslationale Modifikation zustande.

## Bisher bekannte Wirkungen
Die erstmalige Isolierung von Follistatin gelang aus der Follikelflüssigkeit. Als erste Wirkung fiel auf, dass es die FSH-Produktion im Hypophysenvorderlappen hemmt, weshalb es auch als FSH-suppressing protein (FSP) bekannt ist. Erst später wurde festgestellt, dass seine eigentliche Hauptfunktion der Antagonismus zum Transformierenden Wachstumsfaktors (TGF), genaugenommen dessen Untergruppe der TGF-β-Superfamile, ist. Hierbei spielt die Hemmung des Activin, das seinerseits die FSH-Produktion in der Hypophyse anregt, die entscheidende Rolle. Auf die Zellproliferation hat es kontrollierenden, auf die Zelldifferenzierung steuernden Einfluss, auch an der Heilung nach Verletzung ist es beteiligt. Bei der Embryonalgenese wirkt es hemmend auf die Bildung von Bone morphogenetic protein (BMP) und wird unter anderem vom Spemann-Mangold-Organisator und vergleichbaren Signalzentren gebildet, die die Achsenbildung im frühen Embryo kontrollieren.

### Tier
- Follistatin ist ein wichtiger Cofaktor bei der Leberregeneration (nach Leberversagen) im Mausmodell[4]
- Tierexperimente deuten darauf hin, dass
  - Follistatin sowohl eine wesentliche Rolle beim Wachstum von Tumoren spielt[5]
  - als auch das Gefäßwachstum in Tumoren[5] und auf den Hornhautzellen von Hasen anregt.[6]
- Follistatin verstärkt das Muskelwachstum von Säugetier-Embryonen.[7]
- Die Hausrinderrasse Weißblauer Belgier wird zur verbesserten Fleischproduktion mit Gendefekt gezüchtet.[8]
- Ein beobachtete verbesserte Knorpelprotektion bei rheumatoider Arthritis geht im SCID-Maus-Modell mit einer Verminderung von F. einher.[9] (Anm.: Der Umkehrschluß, dass bei einer beschleunigten Knorpeldestruktion im Rahmen rheumatoiden Arthritis mit dem vermehrten Auftreten von Follistatin zu rechnen ist, liegt nahe, konnte aber bislang noch nicht bestätigt werden.)

### Mensch
Bei Genmutationen/ -defekten menschlicher Neugeborener wird Follistatin als Ursache unphysiologischer hoher Muskelmasse postuliert.

### Wechselwirkungen mit anderen Substanzen
Trichostatin A (TSA) aktiviert die Synthese von Follistatin im Mausmodell. Außerdem hemmt Follistatin Myostatin und Activin.

### Zusammenfassung
Follistatin scheint zusammen mit Myostatin wesentlicher Bestandteil eines Muskelbildung und -regeneration kontrollierenden Regelkreises zu sein. Ein zu seinen Gunsten verschobenes Verhältnis der beiden Stoffe führt bereits vorgeburtlich zu Muskelhyperplasie und -trophie.

## Herstellung
Derzeit wird Follistatin mittels genetisch veränderter Bakterien (E. coli) hergestellt.

## Dopingmittel
Im Jahr 2019 beschlagnahmte das Zollfahndungsamt Essen bei einer Doping-Razzia auch Follistatin, das laut Pressemitteilung „von Experten als „neue Form der Eskalation im Freizeitsport“ beschrieben“ werde.